# Trận Khâm Đức
Trận Khâm Đức là một trận đánh trong Chiến tranh Việt Nam, diễn ra từ ngày 10 tháng 5 đến ngày 12 tháng 5 năm 1968 trên khu vực phía Tây tỉnh Quảng Tín (nay là khu vực thị trấn Khâm Đức, huyện Phước Sơn, Quảng Nam. Trận chiến này kết thúc với chiến thắng của Quân Giải phóng miền Nam Việt Nam, cùng sự rút lui của Quân đội Hoa Kỳ và đồng minh khỏi sân bay Khâm Đức và các cứ điểm lân cận.

## Bối cảnh
Ngay từ đầu những năm 1960, được sự tư vấn của cố vấn Mỹ, chính quyền Ngô Đình Diệm quyết định xây dựng Khâm Đức thành cứ điểm quan trọng trong việc cơ động ứng cứu cho nhau giữa các cứ điểm đóng quân ở vùng tây Quảng Nam và Hạ Lào. Đồng thời, ý tưởng đó không nằm ngoài mục tiêu ngăn chặn hành lang đi lại của Quân Giải phóng từ trên núi xuống đồng bằng.
Tại khu vực cách trụ sở UBND huyện Phước Sơn không xa, Mỹ và Việt Nam Cộng hòa đã thiết lập một đại bản doanh của trường biệt kích toàn miền Nam do Mỹ trực tiếp huấn luyện. Đặc biệt nhất là sân bay Khâm Đức, căn cứ Ngok Ta Vak (xã Phước Mỹ) - căn cứ này nằm giữa Chavane (Lào) và thung lũng Khâm Đức, là nơi chuyển quân và hàng hóa vào Vùng 2 chiến thuật và Tây Nguyên của Mỹ và VNCH. Khâm Đức được xây dựng thành 3 phân khu chính: trên đỉnh là khu trung tâm gồm có nhà bộ chỉ huy và trận địa pháo được bao bọc bởi hệ thống hàng rào thép gai, phía đông nam là khu cư trú của lực lượng liên quân, phía tây cứ điểm là khu sân bay trực thăng dã chiến. Sân bay Khâm Đức được đầu tư xây dựng với tổng số tiền 30 triệu đồng, khởi công vào tháng 8 năm 1961 đến tháng 12 năm 1963 thì hoàn tất. Song song với việc thi công sân bay Khâm Đức, cuối năm 1962, phía VNCH tăng quân chủ lực lên 3 trung đoàn bộ binh, 5 tiểu đoàn đặc nhiệm, 18 tiểu đoàn Bảo an, 75 tổng đoàn nghĩa quân, 12 đại đội dân vệ để triển khai đóng giữ các cụm cứ điểm chiến lược quan trọng từ tây bắc Hòa Vang - Hà Tân - Thượng Đức - Hiệp Đức - Khâm Đức - An Lâu - Trà My... tạo thành tuyến phòng thủ suốt dọc theo ranh núi từ tây bắc Hòa Vang đến tây nam Tam Kỳ, nhằm chặn Việt Cộng từ căn cứ miền núi hoạt động xuống đồng bằng.
Từ sau khi Diệm bị sát hại, Mỹ và VNCH không ngừng tăng cường xây dựng, củng cố căn cứ quân sự và sân bay Khâm Đức, xem đây là một trong những cứ điểm "bất khả xâm phạm" ở miền tây Quảng Nam. Tuy nhiên, đối với Quân Giải phóng, cứ điểm Khâm Đức không thể không bị tiêu diệt, nếu họ muốn tấn công địch tại Tây Nguyên và vùng Hạ Lào. Theo ông Hồ Văn Điều, nguyên Bí thư Huyện ủy Phước Sơn thì "Trong năm 1968, ta chủ trương giải phóng Khâm Đức nhằm giành thế chủ động cho tuyến đường mòn Hồ Chí Minh qua Phước Sơn và kết nối với các căn cứ cách mạng khác từ đồng bằng lên Tây Nguyên."
Với vị trí chiến lược quan trọng, sau một thời gian trinh sát, nắm bắt quy luật hoạt động của địch, Tư lệnh Quân khu 5 đồng ý cho Sư đoàn 2 quyết định tổ chức một khu chiếm mới tại Núi Ngang, do Trung đoàn 31 nổ súng tiến công trước khi khai hỏa trận đánh Khâm Đức từ 7 - 10 ngày, với mục đích tiêu hao, tiêu diệt sinh lực và phương tiện chiến tranh của Mỹ; thu hút, căn kéo và giam chân Sư đoàn lính thủy đánh bộ American của Mỹ, không cho chi viện lên chiến trường Khâm Đức và nếu có thì cũng không đáng kể.
Trước sức tiến công của Quân Giải phóng miền Nam Việt Nam và nhân dân vào Tết Mậu Thân 1968. Mỹ - VNCH nhận thấy nguy cơ cứ điểm Khâm Đức sẽ bị tiêu diệt. Vì vậy, giữa tháng 2.1968, liên quân Mỹ-VNCH tập trung quân, khí tài vật lực để xây dựng một cứ điểm tiền tiêu bảo vệ Khâm Đức từ xa và ngăn chặn hoạt động của Quân Giải phóng miền Nam Việt Nam từ hướng Tây Nguyên sang. Với tầm quan trọng của chiến dịch hè năm 1968, mà Khâm Đức là mắc xích quan trọng để khai thông hành lang chiến lược, mở rộng vùng giải phóng, tạo thời cơ để Quân Giải phóng miền Nam Việt Nam và nhân dân địa phương đẩy mạnh kế hoạch X2 trên toàn chiến trường khu 5 giành thắng lợi.
Để giành thế chủ động trên chiến trường, Đảng ủy Sư đoàn mở Hội nghị quyết định tiến công Khâm Đức theo hai bước:
- Bước một: Trung đoàn 1, phối hợp với quân giải phóng huyện và du kích các xã vùng cao tiêu diệt gọn cứ điểm Ngok-Ta-Vak và chặn đánh quân chi viện của Mỹ từ Khâm Đức lên.
- Bước hai: Trung đoàn 21, phối hợp với Bộ đội đặc công của Sư đoàn và quân giải phóng huyện tổ chức đánh bóc vỏ các cứ điểm ngoại vi, khống chế hoàn toàn sân bay Khâm Đức và cắt đứt mọi chi viện của Mỹ. Trung đoàn 1, tiếp tục phát triển tiến lên tiêu diệt lần lượt từng cứ điểm khu trung tâm.

## Địa hình chiến trường và bố trí binh lực các bên

### Địa hình chiến trường
Khâm Đức là một thung lũng nằm ở phía Tây tỉnh Quảng Nam, trên triền Đông dãy Trường Sơn, nơi có đường 14 chạy qua, nối với Tây Nguyên và xuyên thẳng xuống các tỉnh miền Đông Nam Bộ. Khâm Đức có vị trí quân sự quan trọng, nơi có thể án ngữ hành lang đi lại từ đồng bằng lên miền núi và khống chế cả Tây Nguyên, vùng Hạ Lào. Thung lũng Khâm Đức ở phía Tây Bắc huyện Phước Sơn, chiều dài căn cứ 3 km, chiều ngang 1,5 km bằng (4,5 km²) phía Bắc và Tây Bắc có các dãy núi cao từ 600 đến 800m so với mặt biển. Phía Nam có sông Nước Chè, bên kia sông có các điểm cao Trà Dê (676 mét). Ngok Tavak (738 mét), phía Đông giáp sông Nước Trẻo và Đak Mi, phía Tây là những dãy rừng bạt ngàn. Đường 14 bắt đầu từ Hoà Cầm - Hoà Vang - Quảng Đà đi qua Thượng Đức lên Khâm Đức gặp đường số 16 tạo thành ngã 3 vắt qua Tây Nguyên xuyên thẳng đến phía Đông Nam Bộ. Ngok Tavak là một cứ điểm tiền tiêu, địa hình vách núi đứng, cách Khâm Đức 7 km về hướng Tây Nam. Trên đỉnh cứ điểm Ngok Tavak là Trung tâm chỉ huy, khu thông tin và trận địa pháo, xung quanh từng khu và toàn cứ điểm có hàng rào kẽm gai dày đặt bom mìn.

### Bố trí binh lực các bên

#### Liên quân Mỹ-VNCH
Lực lượng của liên quân Mỹ-VNCH ở Khâm Đức lúc bấy giờ có 1 Tiểu đoàn lính thủy đánh bộ Mỹ, 7 đại đội biệt kích Long Hổ và Hắc Hổ, 1 đại đội pháo binh, bố trí thành 10 cứ điểm, khu trung tâm gồm 5 cứ điểm có tên (A- B- C-V- Z) và sân bay quân sự; khu ngoại vi gồm 5 cứ điểm (Đ-E- H- I - K) công sự rất kiên cố do đồn trú lâu ngày được củng cố xây dựng liên tục.
Giữa tháng 2/1968, liên quân Mỹ-VNCH cho 2 đại đội đổ xuống Ngok Tavak hình thành cứ điểm tiền tiêu ở phía Tây Nam cách trung tâm 7 km, đưa số quân lên 9 đại đội cả Khâm Đức và Ngok Tavak tương đương trung đoàn. Quân tuy đông, công sự tuy vững chắc, nhưng mục tiêu nằm sâu trong vùng giải phóng của QGP, nhận tiếp tế và quân tăng viện bằng đường không, khi bị tấn công, lực lượng chi viện có Sư đoàn Americal Mỹ. Là chỗ yếu của cụm cứ điểm này, nên liên quân Mỹ-VNCH thường dùng thủ đoạn tổ chức phòng ngự từ xa lùng sục cách cứ điểm từ 3–5 km), cách cụm cứ điểm (10–15 km)
Liên quân Mỹ-VNCH bố trí tại cứ điểm Ngok Tavak gồm 3 khu, có 01 đại đội biệt kích (thuộc lực lượng đặc biệt), 01 đại đội bộ binh quân chủ lực (thuộc Sư đoàn 2 ngụy), 01 trung đội pháo 105 ly với 33 quân Mỹ (thuộc Pháo đội D, Tiểu đoàn 2, Trung đoàn 12 Thủy quân Lục chiến Hoa Kỳ), 8 cố vấn Mỹ và 3 cố vấn Australia trực tiếp chỉ huy. Trên đỉnh là Trung tâm chỉ huy, khu thông tin và trận địa pháo, xung quanh từng khu và toàn cứ điểm có hàng rào kẽm gai dày đặt bom mìn. Lực lượng quân liên quân Mỹ-VNCH tập trung đông nhất ở Ngok Tavak là khu vực sân bay trực thăng, gồm 01 đại đội bộ binh. Phía Bắc sân bay trực thăng có 4 lô cốt và 01 trung đội biệt kích bảo vệ, vòng ngoài có 2 lớp hàng rào kẽm gai xen kẻ với bãi mìn sát thương chống bộ binh; phía Đông Nam cứ điểm là khu căng ting (nơi giải trí) cho binh sĩ có 01 trung đội biệt kích bảo vệ; phía Tây Ngok Tavak có 01 trung đội biệt kích chốt giữ sát đường 14, chung quanh cứ điểm có hệ thống đường cơ động, hàng rào kẽm gai xen kẻ với các bãi mìn, hệ thống cảnh báo, pháo sáng. Trang bị gồm: 2 pháo 105mm, 1 cối 106,7mm, 3 cối 81mm, 3 trọng liên 12,7mm, 9 đại liên và súng bộ binh các loại. Liên quân Mỹ-VNCH xây dựng hệ thống công sự trận địa phòng ngự tương đối vững chắc, nhưng do cứ điểm Ngok Tavak nằm sâu trong vùng căn cứ của QGP nên khả năng chi viện đường bộ và hỏa lực pháo binh hạn chế, nếu bị QGP tiến công dễ bị cô lập.
Trên hướng Núi Ngang, liên quân Mỹ-VNCH có 1 tiểu đoàn thuộc Lữ đoàn 196, Sư đoàn Americal. Chi viện cho lực lượng ở Núi Ngang có quân của Lữ đoàn 196 đóng ở Liệt Kiểm, Cấm Dơi và Lữ đoàn 198 đóng ở Tuần Dưỡng.

#### Quân Giải phóng miền Nam Việt Nam

##### Lực lượng quân sự
Trung đoàn 31 thuộc Sư đoàn 2, Quân Giải phóng thực hiện vai trò chủ công tại Khâm Đức, Trung đoàn 1 phụ trách Ngok Tavak.

##### Quần chúng nhân dân
Nhân dân các xã địa phương chuẩn bị phương án hỗ trợ, tham gia cùng QGP đánh địch khi cần thiết. Nhân dân địa phương đã cùng QGP tổ chức bố phòng, đào hầm trú ẩn tránh phi pháo của địch, đồng thời tăng cường bảo vệ địa bàn và sẵn sàng đánh địch khi chiến sự xảy ra. Ủy ban Mặt trận Dân tộc giải phóng và các đoàn thể quần chúng, nhất là Huyện đội phải bám sát xã, thôn, nắm chắt tình hình đời sống nhân dân và thường xuyên tuyên truyền, giáo dục, hướng dẫn nhân dân nâng cao tinh thần cảnh giác cách mạng, không hoang mang, dao động. Chỉ sau 10 ngày phát động, cuối tháng 4 năm 1968, nhân dân các xã đã ủng hộ cho bộ đội trên 50 tấn lương thực và thực phẩm. Nhân dân các dân tộc Phước Sơn nói chung, nhân dân làng Đăk Nhẽ Mừng và Đăk Nhẽ Keo nói riêng họ bất hợp tác với VNCH, bỏ làng đi nơi khác.

## Diễn biến

### Tấn công Ngok Ta Vak
Từ ngày 9 tháng 5 đến 12 tháng 5 năm 1968, Sư đoàn 2 Quân Giải phóng miền Nam Việt Nam tiến công tiêu diệt Chi khu quận lỵ Khâm Đức và mở đầu bằng trận đánh tiêu diệt cứ điểm tiền tiêu Ngok Ta Vak, cách Khâm Đức 7 km về phía tây nam. Khoảng 18 giờ 30 phút sáng ngày 9/5, cuộc tấn công vào Ngok Ta Vak bắt đầu. Căn cứ này được bảo vệ bởi 1 đại đội dân vệ (khoảng 150 lính), 1 trung đội pháo với 33 quân nhân thuộc Pháo đội D, Tiểu đoàn 2 Trung đoàn 12 Thủy quân lục chiến Hoa Kỳ được chỉ huy bởi 8 cố vấn Lực lượng đặc biệt Hoa Kỳ và 3 cố vấn Úc.
Đến 5 giờ sáng, Quân Giải phóng miền Nam Việt Nam tấn công vào hướng đông, lực lượng liên quân gọi trực thăng vũ trang tới oanh kích sát ngay tuyến phòng thủ bên trong, bất chấp khả năng bắn vào quân nhà. Xung quanh Ngok Ta Vak, Quân Giải phóng miền Nam Việt Nam vẫn tiếp tục pháo kích vào căn cứ.

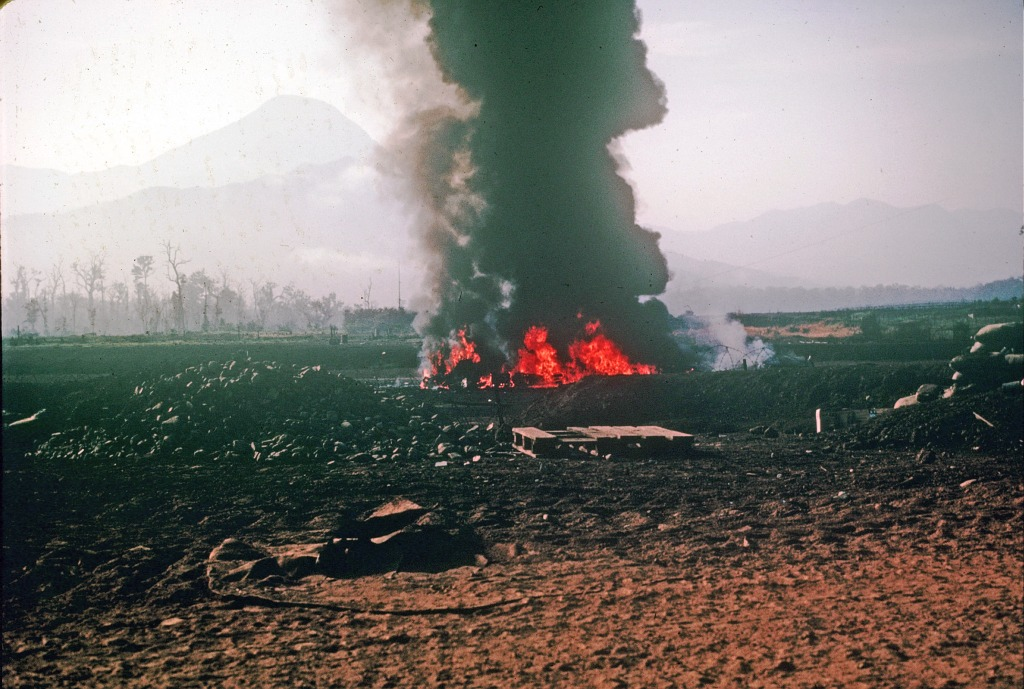
Xác 1 chiếc CH-47 đang bốc cháy

Rạng sáng 10 tháng 5 năm 1968, Đại đội đặc công và Tiểu đoàn 11 Trung đoàn 21 Quân Giải phóng miền Nam Việt Nam phối hợp với lực lượng vũ trang huyện Phước Sơn tiếp tục tấn công tiêu diệt các cứ điểm ngoại vi. Bộ đội đặc công tổ chức lực lượng vòng qua hướng Đông để áp sát mục tiêu, chiến sĩ Trần Như Quỳnh mặc dù bị thương nhưng vẫn dũng cảm đánh 2 quả thủ pháo trúng mục tiêu, dập tắt ổ đại liên kháng cự để đơn vị nhanh chóng triển khai đánh chiếm trung tâm chỉ huy và trận địa pháo. Sau 8 phút chiến đấu, Đại đội đặc công đã làm chủ hoàn toàn Trung tâm chỉ huy Ngok-Ta-Vak.
Trung đoàn trưởng trung đoàn 21 ra lệnh cho Tiểu đoàn 40 sử dụng đại đội dự bị chiếm lĩnh trận địa. Đại đội 3 triển khai lực lượng vào vị trí chiến đấu, các chiến sĩ đã kiệu nhau vượt qua hàng rào, phối hợp với Đại đội 2 phát triển đánh chiếm khu gia binh, nhưng vẫn chưa đánh chiếm được khu sân bay trực thăng. Du kích xã Phước Mỹ triển khai lực lượng chốt chặn và truy kích tiêu diệt trên đường 14 qua Đăklây. Du kích xã Phước Công, Phước Chánh có nhiệm vụ ứng cứu, tải đạn và đưa thương binh, tử sĩ về tuyến sau. Du kích xã Phước Năng và Đại đội V71 quân giải phóng huyện chốt chặn từ Ngok-Ta-Vak xuống Khâm Đức và chặn đánh quân Mỹ chi viện từ Khâm Đức lên. Khoảng 8 giờ 30 phút, ngày 10 tháng 5, máy bay Mỹ tiếp tục ném bom vào trận địa của quân ta, lợi dụng lúc đối phó với máy bay ném bom, quân Mỹ cho điều thêm 45 dân vệ đổ bộ xuống tiếp viện. Khẩu đội trưởng Lê Hữu Thời, chỉ huy khẩu đội ĐKZ 75 ly nổ súng bắn cháy 2 máy bay CH-47 khi vừa chạm đất. Du kích xã Phước Năng truy kích, tiêu diệt 1 tiểu đội quân chi viện.
Ngok Ta Vak đánh điện yêu cầu được rút lui nhưng ban đầu không được chấp thuận. Sau đó Đại tướng Westmoreland cho rằng trại LLĐB Khâm Đức không đủ sức chống lại trước áp lực của Quân Giải phóng miền Nam Việt Nam và không muốn căn cứ bị tràn ngập nên ra lệnh di tản khỏi căn cứ bắt đầu từ buổi sáng. Đến trưa, quân phòng thủ bắt đầu đốt tiêu hủy súng ống, khí tài không mang theo được. Qua buổi chiều tướng Westmoreland thông báo cho Không Lực của Hạm đội 7 Hoa Kỳ bắt đầu cuộc di tản bằng vận tải cơ cỡ lớn C-130. Quân Mỹ và VNCH rút lui vội vã khỏi Ngok Ta Vak, phải bỏ lại cả xác đồng đội.
Đến 15 giờ ngày 10 tháng 5, Quân Giải phóng làm chủ hoàn toàn Ngok-Ta-Vak, tiêu diệt và làm tan rã 01 đại đội biệt kích, 01 đại đội bộ binh, 01 trung đội pháo binh, tiêu diệt và làm bị thương gần 200 lính, bắn cháy 2 máy bay, tịch thu 2 khẩu pháo 105 ly, 01 khẩu pháo 106 ly và thu toàn bộ vũ khí, khí tài, quân trang, quân dụng tại cứ điểm Ngok-Ta-Vat.

### Tấn công Khâm Đức
Trước tình hình nguy ngập của Khâm Đức, phía Mỹ điều Tiểu đoàn 2, Lữ đoàn 196 thuộc Sư đoàn American (tức Sư đoàn bộ binh 23) của Mỹ xuống Khâm Đức, tăng số quân trên chiến trường lúc này lên trên 1.000 lính, nhưng vẫn không dám tung lực lượng ra cứu Ngok Ta Vak vì sợ bị phục kích.
Đêm ngày 11 rạng sáng ngày 12 tháng 5, đặc công Sư đoàn 2, cùng Đại đội đặc công thuộc Tiểu đoàn 11, Trung đoàn 21 và bộ đội địa huyện phối hợp tác chiến tiêu diệt toàn bộ các cứ điểm ngoại vi, gồm: Đồi phía Tây Nam sân bay; Đồi E; Đồi Trường bắn; Đồi hồ Mùa Thu và Đồi Nghĩa Trang (theo mật danh tác chiến gọi là D-E-H-I-K). Cũng ngay trong đêm 11 tháng 5, các đơn vị pháo tăng cường, gồm: Tiểu đoàn pháo nòng dài 85 mm, Đại đội pháo cao xạ 23 mm, cùng các hỏa lực khác của Sư đoàn 2 do bộ đội huyện dẫn đường đã chiếm lĩnh toàn bộ các cứ điểm ngoại vi D-E-H-I-K và nã pháo dữ dội vào sân bay Khâm Đức. 6 giờ sáng ngày 12 tháng 5 năm 1968, thế trận bao vây của Quân Giải phóng đã siết chặt.
Buổi sáng 12/5, một vận tải cơ C-130 thuộc Phi đoàn 21 Không vận chiến thuật do Trung tá Darel D. Cole cùng với phi hành đoàn bay lên trại, tiếp tế một kiện hàng lớn. Chiếc máy bay vừa ngừng trên phi đạo, hỏa lực Quân Giải phóng miền Nam Việt Nam bắn tới và chiếc máy bay trúng đạn nhiều chỗ, một bánh bị trúng đạn xẹp, làm chiếc phi cơ không cất cánh được, phải lết vào chỗ đậu.

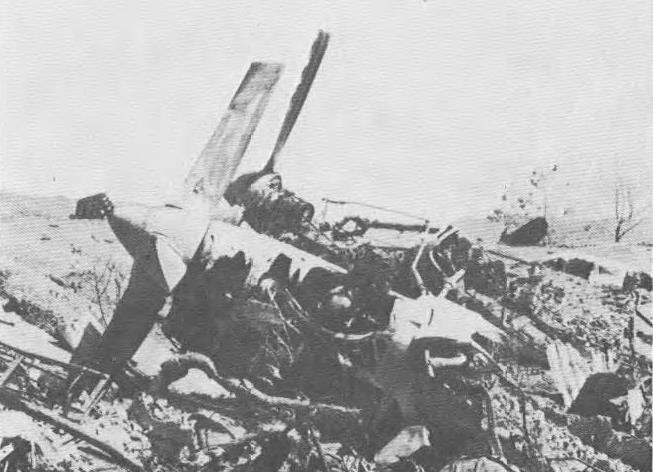
1 chiếc C-130 bị phá hủy

Chiếc C-130 đầu tiên đáp xuống trại để tổ chức di tản do Thiếu tá Bernard Bucher thuộc Phi đoàn 774 Không vận chiến thuật. Thiếu tá Bucher đem được lên phi cơ hơn 200 người rồi vội vã cất cánh bay lên. Chiếc C-130B bị trúng đạn từ hai khẩu đại liên 12,7mm bắn lên, lảo đảo rơi xuống một khoảng vườn, nổ tung. Chiếc C-130E do Trung tá Bill Boyd đáp xuống tiếp theo. Khi cất cánh ông ta chọn chiều ngược lại và bay thoát. Chiếc C-130 thứ ba đáp xuống, cũng thuộc Phi đoàn 21 do Trung tá John Delmore lái. Chiếc này khi đáp xuống đã trúng đạn đại liên, bay mất phần trên (mái, nóc) của buồng lái, hư hại bộ phận điều khiển động cơ máy bay. Trung tá Delmore, cố gắng lái chiếc máy bay bất kiển dụng đáp xuống phi đạo, rồi tách ra ngoài để khỏi làm trở ngại các phi cơ khác lên xuống phi đạo.
Đến 6 giờ sáng ngày 12 tháng 5 năm 1968, vòng vây của Quân Giải phóng miền Nam Việt Nam càng siết chặt, hỏa lực bắn phá dữ dội vào sân bay Khâm Đức, và đồng loạt tiến công tiêu diệt Chi khu quận lỵ. Để giải vây cho đội quân ở Khâm Đức, Mỹ đã cho máy bay phản lực và trực thăng vũ trang ào ạt ném bom, bắn phá dữ dội, pháo đài bay B-52 liên tục ném bom rải thảm.
Biết không còn cứu vãn được Khâm Đức, Bộ Chỉ huy tác chiến Sư đoàn American ra lệnh cho Tiểu đoàn 2 - Lữ đoàn 196 quân Mỹ và số quân còn lại ở Khâm Đức nhanh chóng lêm máy bay rút lui. Bị tấn công mãnh liệt, số quân Mỹ còn lại phải xuyên rừng tháo chạy, đến 12 giờ trưa ngày 12 tháng 5 năm 1968, cụm cứ điểm Khâm Đức bị Quân Giải phóng miền Nam Việt Nam đánh chiếm hoàn toàn. Số lính không lên kịp máy bay nên kẹt lại, phải phân tán ra thành nhiều toán nhỏ, lẩn tránh trong rừng chạy trốn về hướng Đông Nam sân bay, men theo đường 14 chạy về Thượng Đức. Trong số đó, một số đã bị quân Giải phóng truy kích tiêu diệt hoặc bắt sống, chỉ một số ít lính may mắn được trực thăng tìm thấy "bốc" đem về.
Cuối cùng Hoa Kỳ cũng đã di tản xong với số tổn thất hai vận tải cơ C-130, 6 phi cơ khác bao gồm trực thăng, phi cơ thám thính, tất cả chín chiếc bị bắn rơi, gồm 2 trực thăng CH-47 Chinook (AC-475, 469), 2 trực thăng CH-46, 2 vận tải cơ C-130 của Không Quân, 2 trực thăng UH-1 Lục Quân, và 1 máy bay trinh sát O-2. Nhưng trên thực tế, chỉ độ 500 trong số 1400 quân nhân, dân sự chiến đấu trong trại được các phi cơ vận tải Hoa Kỳ di tản.
Quân Giải phóng miền Nam Việt Nam tuyên bố tại Khâm Đức, họ đã diệt hơn 300 quân đối phương, bắt giữ 104 lính khác trong đó có 2 cố vấn Mỹ.. Tính cả trận Ngok Ta Vak, quân Giải phóng đã tiêu diệt và làm tan rã 01 tiểu đoàn lính thủy đánh bộ Mỹ, 2 đại đội bộ binh quân Sài Gòn và 7 đại đội biệt kích Long Hỗ và Hắc Hổ, tiêu diệt trên 500 lính, bắt sống 104 biệt kích Nùng và 2 Cố vấn Mỹ; bắn rơi 02 máy bay CH-47, 02 máy bay C-130 và 09 máy bay trực thăng chiến đấu; phá hỏng nhiều xe quân sự, tịch thu toàn bộ vũ khí, khí tài, quân trang, quân dụng.

## Ý nghĩa
Chiến thắng Khâm Đức là thắng lợi lớn nhất trên chiến trường miền núi Quảng Nam lúc bấy giờ. Là trận đòn chí mạng vào quân Mỹ-VNCH, xóa sổ Trại Lực lượng Đặc biệt của Mỹ nằm sâu trong vùng giải phóng, đánh tan kế hoạch "tìm và diệt" trên chiến trường khu 5, góp phần làm phá sản chiến lược "Chiến tranh cục bộ" của Mỹ ở Việt Nam. QGP và nhân dân địa phương đã tiêu diệt tiền đồn quân sự vững chắc của Mỹ, VNCH ở phía Tây Nam Đà Nẵng. Mỹ thừa nhận: “mất Khâm Đức là mất mục tiêu thu thập tin tức tình báo hoạt động của Quân giải phóng trên đường mòn Hồ Chí Minh và cả kế hoạch xâm nhập vùng kiểm soát của đối phương (vùng hậu cứ cách mạng)”. Chiến thắng Khâm Đức – Ngok Tavak đã mở rộng vùng hậu cứ cách mạng, khai thông hành lang chiến lược Bắc - Nam và Đông-Tây, mở thông “cánh cửa thép” của đường mòn Hồ Chí Minh nối với hậu phương lớn miền Bắc với Tây Nguyên, Hạ Lào, mở ra hành lang vận động của Quân Giải phóng xuống vùng giáp ranh đồng bằng, tạo thời cơ để QGP và nhân dân địa phương đẩy mạnh chiến dịch Thu năm 1968 (Kế hoạch X2) trên toàn chiến trường khu 5 giành thắng lợi. Chiến thắng Khâm Đức - Ngok Tavak đã gây tiếng vang lớn trên trường quốc tế.